# Lepturges fasciculatoides
Lepturges fasciculatoides là một loài bọ cánh cứng trong họ Cerambycidae.